# Zasada równowagi instytucjonalnej
Zasada równowagi instytucjonalnej – zasada w prawie wspólnotowym  stwierdzająca, że żadna instytucja Unii Europejskiej nie ma supremacji nad inną instytucją.
Sprowadza się to do sytuacji, w której każdy organ podejmuje właściwe tylko jemu działania przy czym nie narusza kompetencji innych organów. I tak w pierwszym filarze Komisja Europejska jest organem inicjującym prace legislacyjne (a nie zatwierdzającym), Rada Unii Europejskiej wspólnie z Parlamentem Europejskim podejmują decyzje a nie są np. instytucjami odwoławczymi, zaś Europejski Trybunał Sprawiedliwości jest sądem i organem odwoławczym dla podjętych decyzji, który rozsądza zgodnie z przyjętymi przez instytucje przepisami prawnymi.